# Associazione Calcio Padova 1975-1976
Questa pagina raccoglie i dati riguardanti l'Associazione Calcio Padova nelle competizioni ufficiali della stagione 1975-1976.

## Stagione
Nel campionato di Serie C il Padova si classificò al dodicesimo posto.

In Coppa Italia Semiprofessionisti la squadra si fermò al primo turno nel girone 11, classificandosi secondo dietro al Clodiasottomarina.

## Rosa
| N. |                   | Ruolo | Calciatore         |
| -- | ----------------- | ----- | ------------------ |
|    | Italia (bandiera) | P     | Luciano Bartolini  |
|    | Italia (bandiera) | P     | Paolo Galli        |
|    | Italia (bandiera) | D     | Attilio Berti      |
|    | Italia (bandiera) | D     | Alberto Coramini   |
|    | Italia (bandiera) | D     | Vando Freddi       |
|    | Italia (bandiera) | D     | Angelo Di Mario    |
|    | Italia (bandiera) | D     | Attilio Cecco      |
|    | Italia (bandiera) | D     | Enea Moruzzi       |
|    | Italia (bandiera) | D     | Roberto De Petri   |
|    | Italia (bandiera) | D     | Lamberto Scalabrin |
|    | Italia (bandiera) | C     | Dino Agostini      |
|    | Italia (bandiera) | C     | Marco Monari       |
|    | Italia (bandiera) | C     | Luciano Bigon      |

| N. |                   | Ruolo | Calciatore         |
| -- | ----------------- | ----- | ------------------ |
|    | Italia (bandiera) | C     | Roberto Fanani     |
|    | Italia (bandiera) | C     | Roberto Filippi    |
|    | Italia (bandiera) | C     | Antonio Griggio    |
|    | Italia (bandiera) | C     | Walter Lenardon    |
|    | Italia (bandiera) | C     | Enzo Mocellin      |
|    | Italia (bandiera) | C     | Antonio Tripepi    |
|    | Italia (bandiera) | C     | Dario Sanguin      |
|    | Italia (bandiera) | C     | Ezio Vendrame      |
|    | Italia (bandiera) | A     | Walter Ballarin    |
|    | Italia (bandiera) | A     | Giuseppe Lazzaro   |
|    | Italia (bandiera) | A     | Adriano Manservigi |
|    | Italia (bandiera) | A     | Giuseppe Bertoli   |

## Risultati

### Campionato

#### Girone di andata
| 14 settembre 1975 1ª giornata | Padova | 1 – 0 | Cremonese |  |

| 21 settembre 1975 2ª giornata | Sant'Angelo | 2 – 0 | Padova |  |

| 28 settembre 1975 3ª giornata | Padova | 1 – 0 | Lecco |  |

| 5 ottobre 1975 4ª giornata | Trento | 1 – 1 | Padova |  |

| 12 ottobre 1975 5ª giornata | Padova | 1 – 0 | Albese |  |

| 19 ottobre 1975 6ª giornata | Belluno | 1 – 1 | Padova |  |

| 26 ottobre 1975 7ª giornata | Padova | 0 – 0 | Venezia |  |

| 2 novembre 1975 8ª giornata | Vigevano | 1 – 1 | Padova |  |

| 9 novembre 1975 9ª giornata | Seregno | 3 – 3 | Padova |  |

| 16 novembre 1975 10ª giornata | Padova | 3 – 0 | Clodia Sottomarina |  |

| 23 novembre 1975 11ª giornata | Pro Vercelli | 0 – 1 | Padova |  |

| 30 novembre 1975 12ª giornata | Padova | 1 – 1 | Pro Patria |  |

| 7 dicembre 1975 13ª giornata | Juniorcasale | 1 – 0 | Padova |  |

| 14 dicembre 1975 14ª giornata | Padova | 0 – 2 | Mantova |  |

| 21 dicembre 1975 15ª giornata | Bolzano | 1 – 0 | Padova |  |

| 4 gennaio 1976 16ª giornata | Padova | 1 – 1 | Treviso |  |

| 11 gennaio 1976 17ª giornata | Udinese | 1 – 0 | Padova |  |

| 18 gennaio 1976 18ª giornata | Padova | 0 – 2 | Monza |  |

| 25 gennaio 1976 19ª giornata | Alessandria | 2 – 0 | Padova |  |

#### Girone di ritorno
| 1 febbraio 1976 20ª giornata | Cremonese | 1 – 0 | Padova |  |

| 8 febbraio 1976 21ª giornata | Padova | 2 – 2 | Sant'Angelo |  |

| 15 febbraio 1976 22ª giornata | Lecco | 1 – 0 | Padova |  |

| 22 febbraio 1976 23ª giornata | Padova | 3 – 0 | Trento |  |

| 29 febbraio 1976 24ª giornata | Albese | 3 – 1 | Padova |  |

| 7 marzo 1976 25ª giornata | Padova | 3 – 0 | Belluno |  |

| 14 marzo 1976 26ª giornata | Venezia | 1 – 0 | Padova |  |

| 21 marzo 1976 27ª giornata | Padova | 1 – 0 | Vigevano |  |

| 28 marzo 1976 28ª giornata | Padova | 2 – 0 | Seregno |  |

| 4 aprile 1976 29ª giornata | Clodia Sottomarina | 1 – 1 | Padova |  |

| 11 aprile 1976 30ª giornata | Padova | 1 – 0 | Pro Vercelli |  |

| 18 aprile 1976 31ª giornata | Pro Patria | 1 – 1 | Padova |  |

| 25 aprile 1976 32ª giornata | Padova | 3 – 0 | Juniorcasale |  |

| 2 maggio 1976 33ª giornata | Mantova | 0 – 0 | Padova |  |

| 9 maggio 1976 34ª giornata | Padova | 0 – 0 | Bolzano |  |

| 16 maggio 1976 35ª giornata | Treviso | 1 – 0 | Padova |  |

| 23 maggio 1976 36ª giornata | Padova | 2 – 0 | Udinese |  |

| 30 maggio 1976 37ª giornata | Monza | 3 – 0 | Padova |  |

| 6 giugno 1976 38ª giornata | Padova | 1 – 0 | Alessandria |  |

## Statistiche

### Statistiche dei giocatori
| Giocatore     | Serie C  | Serie C | Coppa Italia Semiprof. | Coppa Italia Semiprof. | Totale   | Totale |
| Giocatore     | Presenze | Reti    | Presenze               | Reti                   | Presenze | Reti   |
| ------------- | -------- | ------- | ---------------------- | ---------------------- | -------- | ------ |
| L. Bartolini  | 38       | ?       | ?                      | ?                      | 38+      | ?      |
| P. Galli      | 1        | ?       | ?                      | ?                      | 1+       | ?      |
| A. Berti      | 24       | 0       | ?                      | ?                      | 24+      | 0+     |
| A. Coramini   | 21       | 0       | ?                      | ?                      | 21+      | 0+     |
| V. Freddi     | 29       | 0       | ?                      | ?                      | 29+      | 0+     |
| A. Di Mario   | 10       | 0       | ?                      | ?                      | 10+      | 0+     |
| A. Cecco      | 22       | 0       | ?                      | ?                      | 22+      | 0+     |
| E. Moruzzi    | 23       | 0       | ?                      | ?                      | 23+      | 0+     |
| R. De Petri   | 18       | 0       | ?                      | ?                      | 18+      | 0+     |
| L. Scalabrin  | 17       | 0       | ?                      | ?                      | 17+      | 0+     |
| D. Agostini   | 5        | 0       | ?                      | ?                      | 5+       | 0+     |
| M. Monari     | 24       | 1       | ?                      | ?                      | 24+      | 1+     |
| L. Bigon      | 29       | 0       | ?                      | ?                      | 29+      | 0+     |
| R. Fanani     | 16       | 1       | ?                      | ?                      | 16+      | 1+     |
| R. Filippi    | 6        | 0       | ?                      | ?                      | 6+       | 0+     |
| A. Griggio    | 1        | 0       | ?                      | ?                      | 1+       | 0+     |
| W. Lenardon   | 0        | 0       | ?                      | ?                      | 0+       | 0+     |
| E. Mocellin   | 1        | 0       | ?                      | ?                      | 1+       | 0+     |
| A. Tripepi    | 22       | 0       | ?                      | ?                      | 22+      | 0+     |
| D. Sanguin    | 2        | 0       | ?                      | ?                      | 2+       | 0+     |
| E. Vendrame   | 24       | 5       | ?                      | ?                      | 24+      | 5+     |
| W. Ballarin   | 31       | 15      | ?                      | ?                      | 31+      | 15+    |
| G. Lazzaro    | 37       | 3       | ?                      | ?                      | 37+      | 3+     |
| A. Manservigi | 30       | 6       | ?                      | ?                      | 30+      | 6+     |
| G. Bertoli    | 19       | 4       | ?                      | ?                      | 19+      | 4+     |